# Odd-ball
Il paradigma dell'odd-ball è usato in neuroscienze per capire se un soggetto è capace di distinguere e riconoscere uno stimolo. 
Al soggetto vengono presentate delle sequenze di due stimoli, che differiscono per caratteristiche fisiche. Uno degli stimoli occorre frequentemente, l'altro infrequentemente (quest'ultimo è lo stimolo target), il soggetto deve riconoscere e contare gli stimoli rari. La generazione della P300 è ritenuta espressione di un avvenuto processo cognitivo di discriminazione e categorizzazione degli stimoli.